# بلمبور

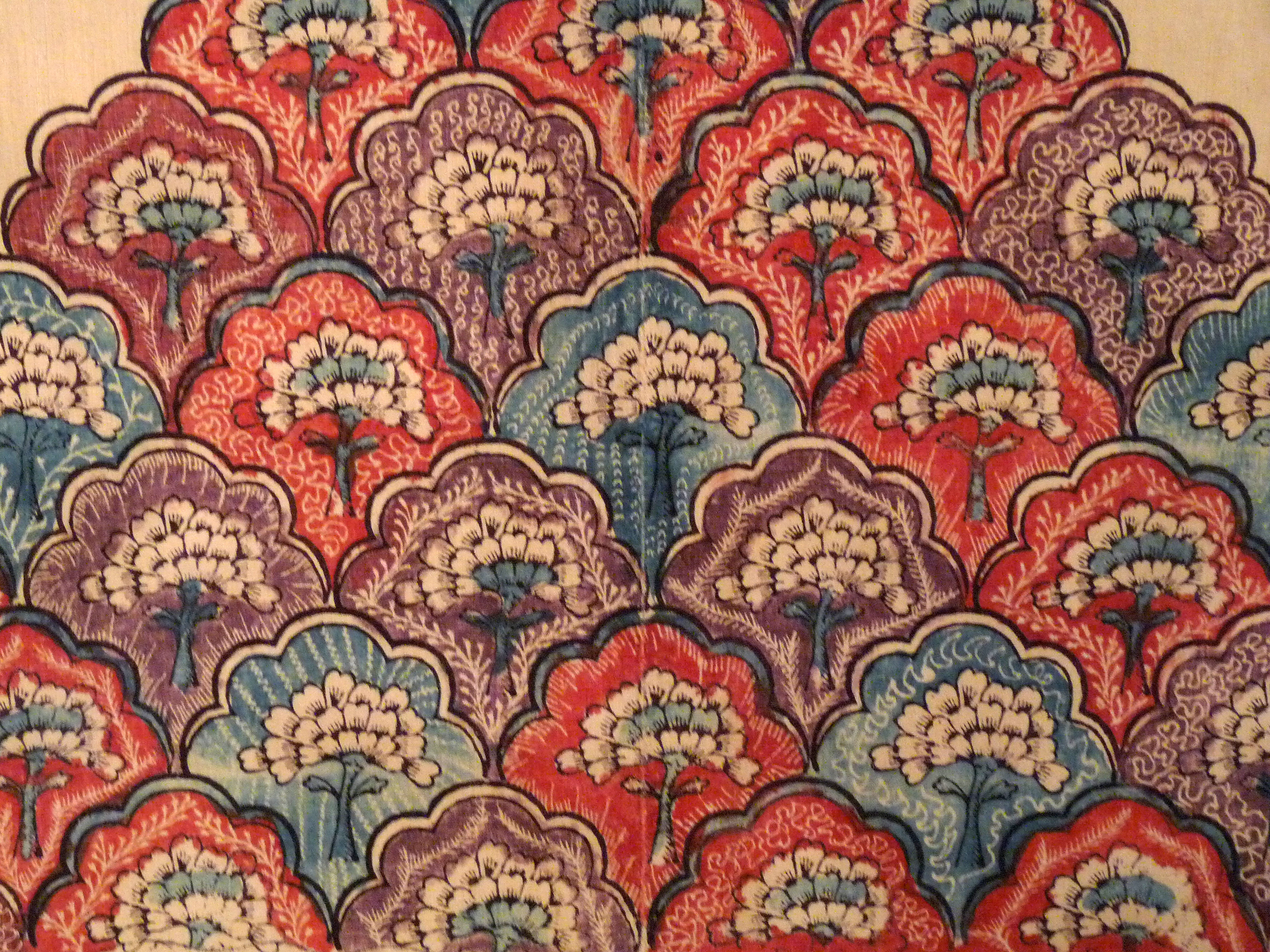
بلمبور بتصميم طاووس في النصف الثاني من القرن الثامن عشر ساحل كُرُمَندِل.

البَلَمبور هو نوع من أغطية السرير المصبوغة والمرسومة يدويًا والتي صنعت في الهند لسوق التصدير خلال القرن الثامن عشر وأوائل القرن التاسع عشر. فقط الطبقات الثرية هي القادرة على شراء البلمبور. لذلك ، فإن الأمثلة القليلة التي نجت غالبًا ما تكون ذات قيمة كبيرة اليوم. جرى تصدير بلمبور في المقام الأول إلى أوربَّة والمستعمرين الهولنديين في إندونيسية وما كان يسمى آنذاك سيلان .
صُنع بلمبور باستخدام تقنية قلم كاري ، حيث قام فنان برسم تصاميم على قماش قطني أو كتاني بقلم كلام يحتوي على مادة لاذعة ثم غمس النسيج في الصبغة. تلتصق الصبغة بالقماش فقط في الأماكن التي يتم فيها وضع المادة اللاذعة. كان لابد من تكرار هذه العملية الطويلة لكل لون في التصميم. ثم تُرسم التفاصيل الصغيرة يدويًا على القماش بعد اكتمال عملية الصبغ. كانت أنماط بلمبور معقدة ومتقنة ، تصور مجموعة متنوعة من النباتات والزهور والحيوانات كالطاووس والفيلة والخيول. نظرًا لأن البلمبور اُنشِئ يدويًّا فإن كل تصميم فريد من نوعه.